# Захарова Лариса Володимирівна
Лариса Володимирівна Захарова (рос. Лариса Владимировна Захарова, 1950, Москва) — радянська та російськай письменниця-фантаст, автор детективних творів та журналістка. Переважну більшість творів написав у співавторстві з чоловіком Володимиром Михайловичем Сіренком.

## Біографія
Лариса Захарова народився в Москві. Вона закінчила Московський державний університет, після чого працювала журналістом у газеті «Труд» та журналі «Советская милиция». У 80-х роках ХХ століття розпочала писати літературні твори, як у детективному жанрі, так і науково-фантастичні твори. Переважна більшість творів написані у співавторстві з чоловіком Володимиром Михайловичем Сіренком. Дебютним твором у жанрі фантастики став роман «Планета зірки Епсилон», який написаний на стику соціальної та політичної фантастики. Наступного року подружжя опублікувало науково-фантастичну повість у жанрі політичного детективу «Пліозавр-45», у якому розповідається про спробу знешкодження людини-амфібії, створеної в останні роки нацистської Німеччини. Надалі подружжя переважно публікувало детективні твори, зокрема у 1988 році вийшли друком повісті «Браслет іранської бірюзи» та «Операція „Святий“», у 1989 році видані повісті «Три сонети Шекспіра» і «Петля для полковника», у 1991 році вийшли друком повісті «Гра легковірних» і «Прощавай, Ніколь!». У 1988 році Володимир Сіренко і Лариса Захарова отримали літературну премію МВС СРСР за серію творів про працівників радянської міліції.

## Вибрана бібліографія
- 1984 — Планета звезды Эпсилон
- 1984 — Покер у моря
- 1985 — Плиозавр-45
- 1985 — Внедрён, действует
- 1985 — Охота в зимний сезон
- 1985 — «Пинки-инки» в стиле диско
- 1988 — Операция «Святой»
- 1988 — Браслет иранской бирюзы
- 1989 — Три сонета Шекспира
- 1989 — Петля для полковника
- 1991 — Прощай, Николь!
- 1991 — Игра легковерных
- 1995 — Адвокатесса
- 2010 — Сиамские близнецы
- 2010 — Прощание в Дюнкерке
- 2010 — Ошибка генерала Бургхардта[1]